# Alice Staffan Beckman

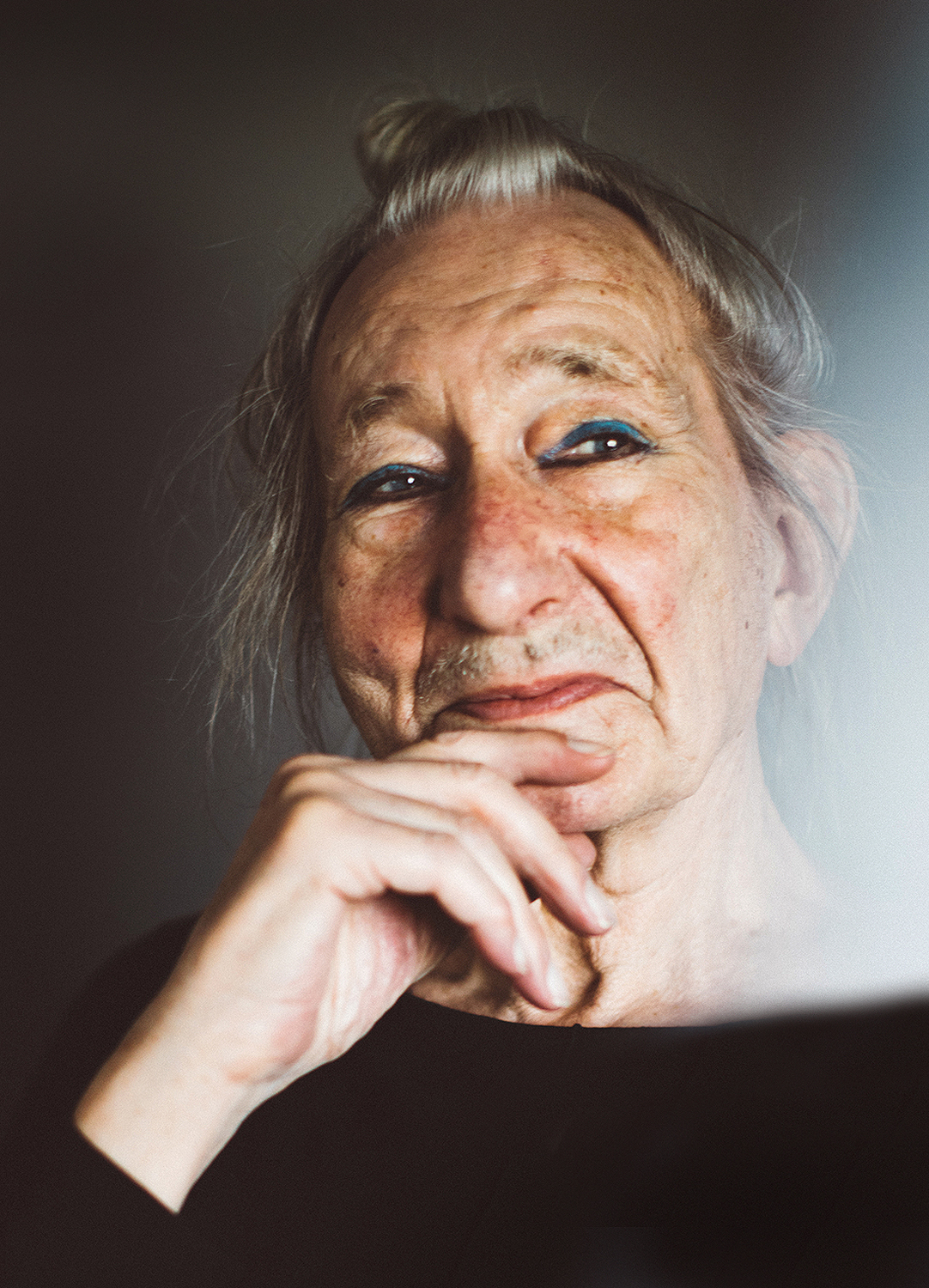
Alice Staffan Beckman 2018.

Alice Staffan Beckman, tidigare Staffan Birger Magnus Beckman, född 14 augusti 1934 i Johannebergs församling i Göteborg, är en svensk författare och journalist.

## Biografi
Beckman är son till förlagsdirektören Birger Beckman och journalisten Gunnel Beckman, ogift Torulf. Beckman var anställd vid Svenska Dagbladet 1957–1959 och vid Sveriges Radio 1960–1965, och har även skrivit politisk journalistik i Proletären och Dagens Nyheter. Beckman var en ledande person inom de svenska palestinarörelserna och har bidragit med en återkommande analys från ett marxist-leninistiskt perspektiv.
Beckman var gift första gången 1959–1970 med Vanna Beckman (1938–2022), andra gången 1970–1975 med Gunilla Krantz (född 1947), tredje gången 1975–1984 med Gudrun Andersson (född 1947) och fjärde gången 1989–1990 med Liv Margolius (född 1940).
I en radiointervju i september 2021 berättade Beckman om sitt liv som Alice Staffan, där Alice sedan 1980-talet klär sig som kvinna och undviker glasögon för att inte skymma sminket.

## Priser och utmärkelser
- 1966 – ABF:s litteratur- & konststipendium